# 마다가스카르난쟁이하마
마다가스카르난쟁이하마(학명: Hippopotamus madagascariensis)는 마다가스카르에 분포했던 왜소 발육화된 하마의 근연종 3종 가운데 하나로, 분류상으로 하마과 하마속에 속하며 약 1500년 즈음에 절멸한 것으로 추정된다. 난쟁이하마와 같이 마다가스카르 이호트리호 인근에서 대규모 화석이 발견되었다.